# Svetozar Marković (militant)
Pour les articles homonymes, voir Marković.
Svetozar Marković, en serbe cyrillique Светозар Марковић (né à Zaјеčar le 9 septembre 1846 – mort le 26 février 1875), était un socialiste serbe. 

## L’enfance et la jeunesse
Svetozar Marković passe son enfance à Rekovac puis à Jagodina. En 1856, sa famille s’installe à Kragujevac.
En 1860, il commence ses études secondaires à Belgrade. C’est à cette époque qu’il s’intéresse à la politique, notamment sous l’influence de Vladimir Jovanović, un Serbe libéral. 

## Les études à l’étranger
En 1866, Svetozar Marković part étudier à Saint-Pétersbourg où il fréquente les milieux socialistes, alors très inspirés par Nikolaï Tchernychevsky.
En mars 1869, menacé d’arrestation en raison de ses sympathies socialistes, il quitte la Russie.
Il poursuit ses études en Suisse et rassemble un petit groupe d’étudiants (parmi lesquels figure Nikola Pašić, le futur chef du parti radical serbe). À cette époque, la Serbie est dirigée par un conseil de régence qui gouverne à la place du jeune prince Milan Obrenović. Milan Obrenović vient de succéder à son oncle, le prince Michel qui a été assassiné en 1868. Au printemps de 1869, les Libéraux viennent de signer un accord avec la Régence et une constitution est mise en place. Marković dénonce cet accord et crée un petit parti de tendance « radicale ». 

## Le retour dans les Balkans
En août 1870, Stevan Marković participe au Congrès de l’Omladina (société secrète serbe poursuivant l'unification de tous les Serbes en un royaume indépendant). Avec ses amis radicaux, il propose un certain nombre de mesures sociales. Il est aussi partisan d’une grande décentralisation du pays, seule apte, selon lui, à régler les conflits entre les nationalités. 
Le 1er juin 1871, Marković, avec Đura Ljočić, lance le premier journal socialiste de Serbie ; il a pour titre "Radenik" (Le Travailleur). Le journal remporte un grand succès. Mais un groupe de députés accuse "Radenik" de « saper les fondements mêmes de l’État : la foi, la morale et la propriété. »
En mars 1872, le gouvernement décide l’arrestation de Marković. Celui-ci, prévenu, a le temps de se réfugier en Hongrie. Le journal "Radenik" publie un article où le Christ est décrit comme un communiste et un révolutionnaire. En mai 1872, le journal est interdit pour blasphème et trahison. 

## La Serbie à l’Est
En juin 1872, Stevan Marković publie à Novi Sad un livre intitulé La Serbie à l’Est (Serbija na istoku). Dans cet ouvrage, il examine l’histoire du pays ; pour lui, la société serbe d’avant 1804 (date de la première révolte serbe contre les Turcs), était davantage divisée en « classes » sociales qu’en communautés religieuses ; et c’est ainsi, selon lui, que la révolte contre les Turcs avait revêtu un caractère plus social que religieux. Cependant, selon Marković, la paysannerie, telle qu'elle était organisée à l'époque, était incapable d’empêcher l’installation du despotisme dans le pays. 
Marković soutient encore que l’agrandissement de la Serbie, bien loin de conduire à plus de liberté, ne fait qu’accroître sur elle le contrôle de la bureaucratie. Contre l’idée d’une Grande Serbie, il se fait l’avocat d’un fédéralisme démocratique. 

## Le retour en Serbie
En raison de ses activités politiques à Novi Sad, Stevan Marković est expulsé par les autorités hongroises. À peine rentré en Serbie, il est arrêté. Mais le nouveau premier ministre, Jovan Ristić, le fait aussitôt relâcher. Ristić ne tenait sa position que du prince Milan, qui venait juste d’atteindre sa majorité ; malmené par les libéraux comme par les conservateurs, il espérait, en relâchant Marković, obtenir un répit du côté des socialistes. 
Le 8 novembre 1873, un nouveau journal, "Le Public" (Javnost), paraît à Kragujevac. Marković en est le rédacteur en chef. Le journal se montre de plus en plus critique vis-à-vis du gouvernement. Le 8 janvier 1874, Marković est de nouveau arrêté.

## Le procès
Le procès pour « crime de presse » commence le 19 février 1874. En se défendant des charges retenues contre lui, notamment celle d’« insultes » à l’Assemblée Nationale, Stevan Marković instaure un véritable débat de société. On l’accuse d’avoir voulu « remplacer un prince qui agit pour le mal par un bon prince » ; il nie en avoir appelé à la révolution ; c’est en vertu de ce droit que, selon lui, le peuple avait renversé Alexandre Karađorđević en 1858 et rappelé au pouvoir Miloš Ier Obrenović.
Le procès attire un large auditoire et il devient le symbole du mécontentement croissant contre le gouvernement. 
Marković est finalement condamné à 18 mois de prison. Néanmoins, sa santé se détériore au point que, le 16 novembre 1874, il est libéré. Il se retire un temps à Jagodina.

## Les suites du procès
La publicité autour du procès permet à des socialistes de se faire élire pour la première fois à l’Assemblée. Le groupe est mené par Adam Bogosavljević, un Serbe. Malgré les avertissements, Stevan Marković ne reste pas inactif. Le 1er janvier 1875, il prend la tête du mouvement "Libération" (Oslobođenje). Arrêté, il a le choix entre la prison et l’exil. Il se retire à Trieste, alors le port le plus important et la quatrième ville d'Autriche-Hongrie. Il meurt de la tuberculose le 26 février 1875. Il n’avait pas encore trente ans.

## Sources
Woodford McClellan : Svetozar Marković and the Origins of Balkan Socialism, Princeton University Press, 1964  (ISBN 0691051585)
Omladina : http://fr.wikisource.org/wiki/Page:Revue_des_Deux_Mondes_-_1876_-_tome_16.djvu/865